# Brijunska kultura
Brijunska kultura je eneolitička i ranobrončanodobna kultura.
Krajem eneolitika na poluotoku (nalazište Gromače na Brijunima) javlja se nedefinirana kulturna pojava s grubom keramikom ukrašenom metličastim ornamentom, koja zalazi u rano brončano doba. U Istri su naselja na otvorenom prostoru i pećinska staništa, te metličasto ukrašivanje stijenki keramičkih posuda (Brijuni, pećina Cingarela, Trogrla pećina, Novačka pećina, Podosojna pećina, Romualdova pećina, Šandalja, Pradišel) tekovine eneolitika koje se nastavljaju i u prvoj fazi brončanoga doba. Petrić je tu pojavu nazvao brijunskom kulturom.